# Никульская, Анна Гавриловна
Анна Гавриловна Никульская (1 января 1915 год, село Рудня — дата и место смерти не известны) — свинарка племзавода имени Дзержинского Копыльского района Минской области, Белорусская ССР. Герой Социалистического Труда (1960).

## Биография
Родилась в 1915 году в крестьянской семье в селе Рудня (сегодня — Климовичский район Могилёвской области). До начала Великой Отечественной войны работала медсестрой в городе Климовичи. В 1948 году устроилась на работу разнорабочей в свиноводческий племзавод имени Дзержинского Копыльского района. С 1951 года — свинарка этого же племзавода. В 1961 году вступила в КПСС.
Была инициатором бесстановочного содержания свиней и их сухого откорма, в результате чего значительно увеличивалась производительность труда. Если до внедрения этих методов она обслуживала 250 свиней, то после досматривала 500 голов. В 1958 году вырастила 887 свиней живым весом 1304 центнера. В 1959 году откормила 1034 свиньи живым весом 1153 центеров, став первой свинаркой-тысячницей в Минской области.
Указом Президиума Верховного Совета СССР от 7 марта 1960 года в ознаменование 50-летия Международного женского дня, за выдающиеся достижения в труде и особо плодотворную общественную деятельность удостоена звания Героя Социалистического Труда с вручением ордена Ленина и золотой медали «Серп и Молот».